# Arrancy
Arrancy ist eine französische Gemeinde mit 45 Einwohnern (Stand 1. Januar 2022) im Département Aisne in der Region Hauts-de-France (vor 2016 Picardie). Sie gehört zum Arrondissement Laon und zum Kanton Laon-2.

## Geografie
Die Gemeinde Arrancy liegt im Osten des Höhenzuges Chemin des Dames, 16 Kilometer südöstlich von Laon. Umgeben ist Arrancy von den Nachbargemeinden Festieux im Norden, Courtrizy-et-Fussigny und Aubigny-en-Laonnois im Osten, Sainte-Croix im Südosten, Bouconville-Vauclair im Südwesten, Ployart-et-Vaurseine im Westen sowie Montchâlons im Nordwesten.

## Bevölkerungsentwicklung
| Jahr                       | 1962 | 1968 | 1975 | 1982 | 1990 | 1999 | 2011 | 2021 |
| Einwohner                  | 58   | 66   | 56   | 53   | 42   | 50   | 53   | 47   |
| Quellen: Cassini und INSEE |      |      |      |      |      |      |      |      |

## Sehenswürdigkeiten

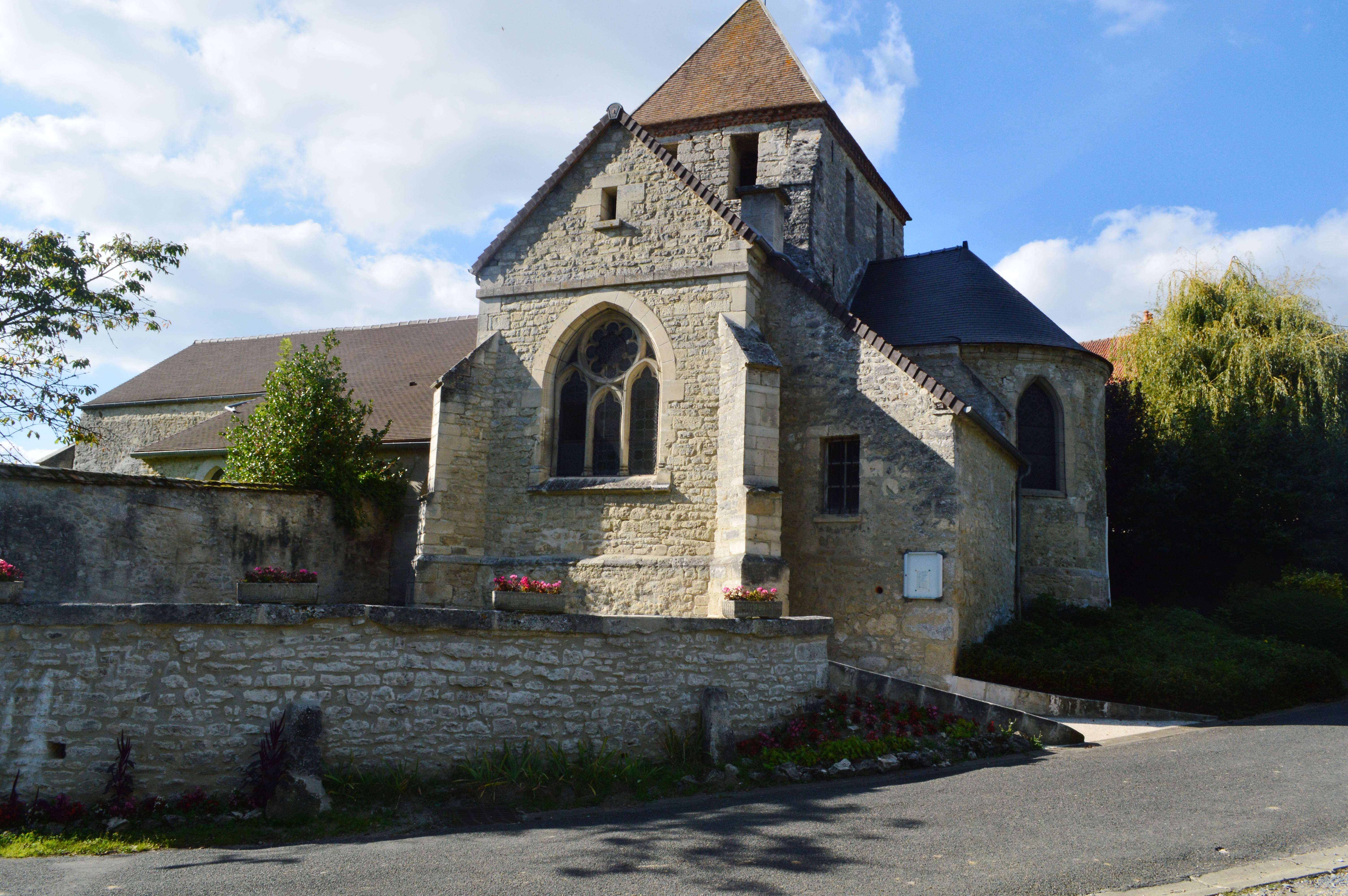
Kirche Saint-Rémi
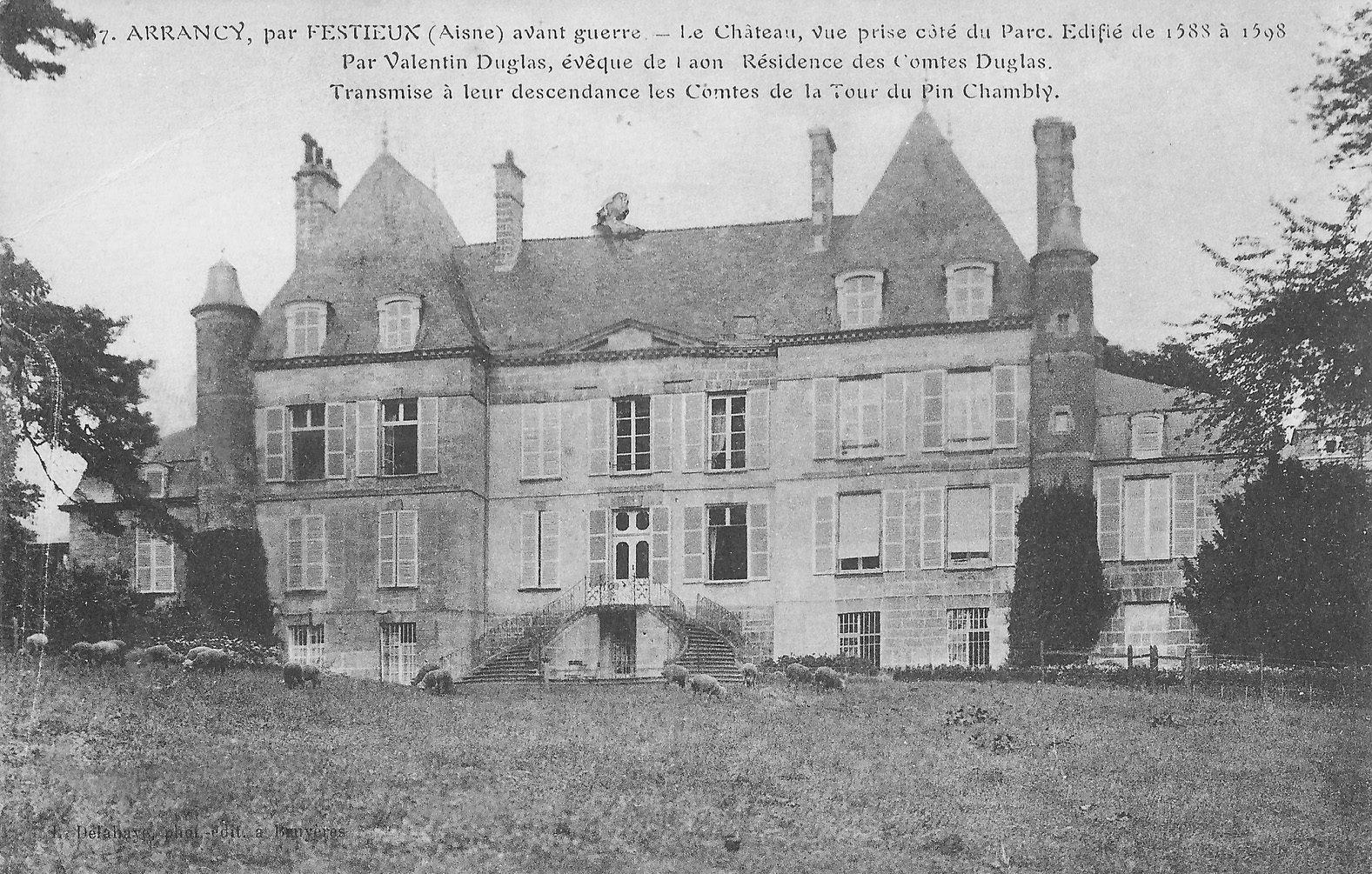
Schloss um das Jahr 1900
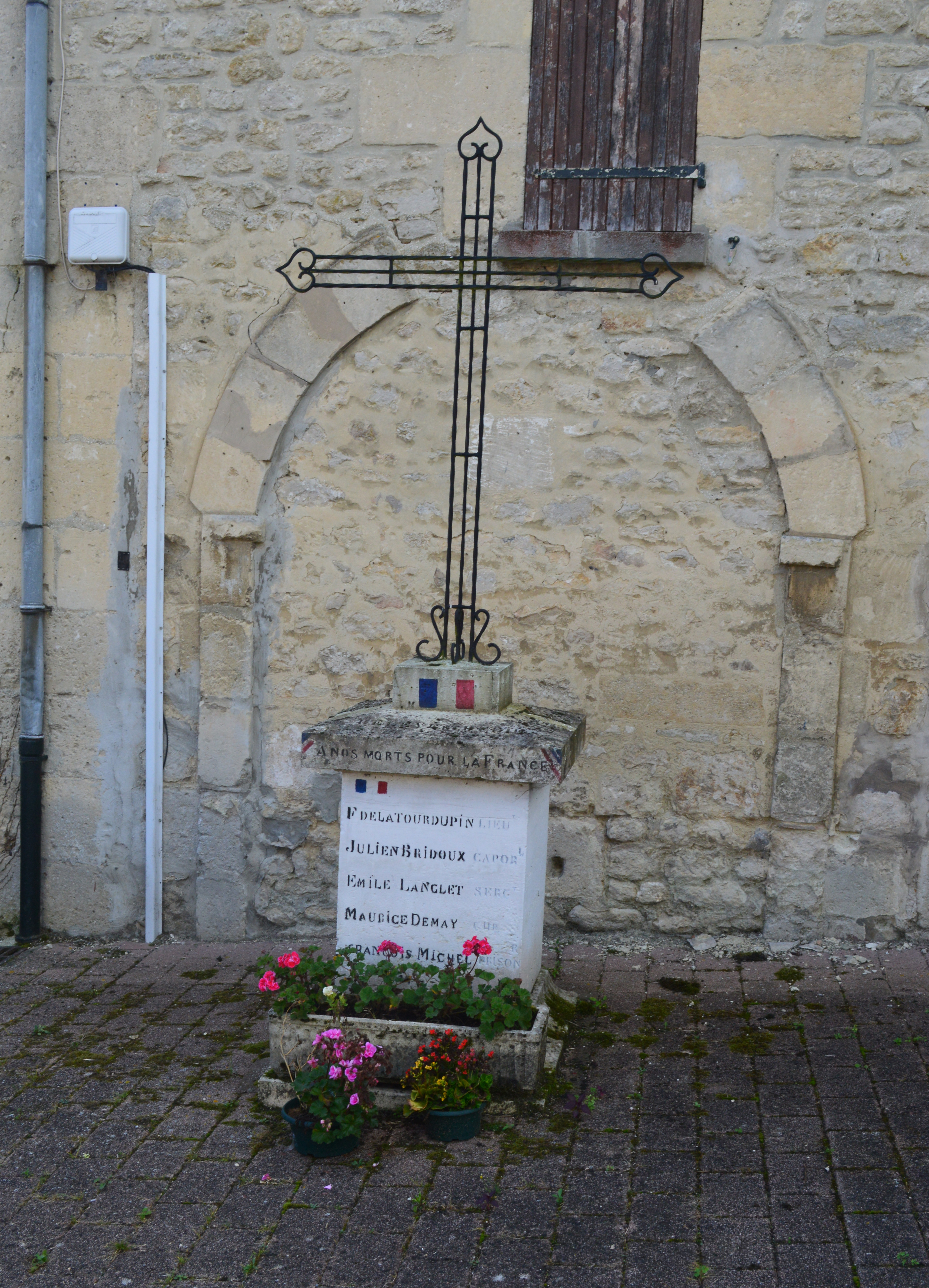
Gefallenendenkmal

- Schloss

- Kirche Saint-Rémi
- Schloss um das Jahr 1900
- Gefallenendenkmal